# Südtiroler Platz (Graz)

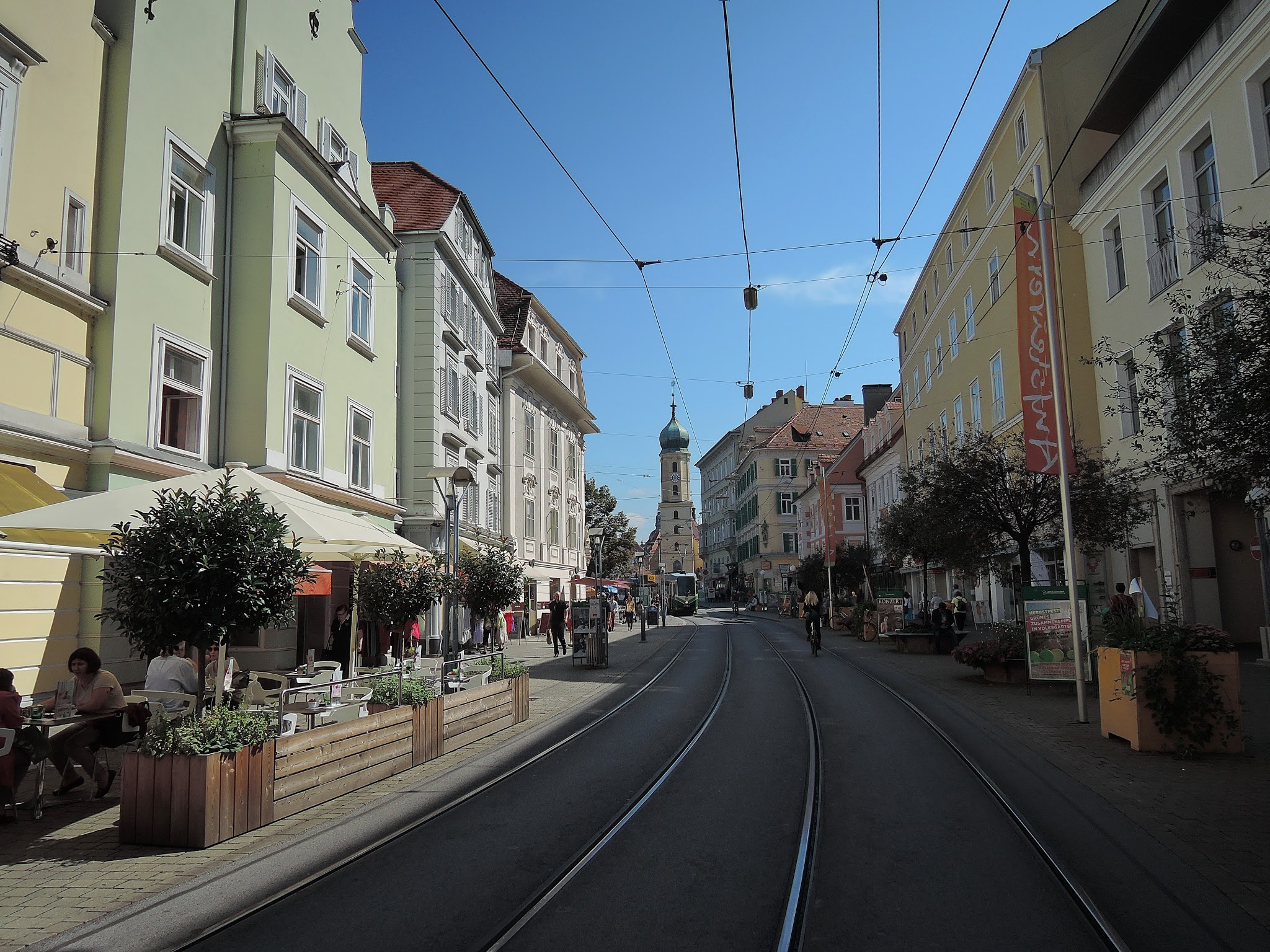
Blick vom Westende des Südtirolerplatzes nach Osten, im Hintergrund der Turm der Franziskanerkirche auf der anderen Murseite

Der Südtiroler Platz (häufig auch Südtirolerplatz) ist ein Platz in der sogenannten „Murvorstadt“, dem am westlichen Ufer der Mur und damit außerhalb der Stadtmauern gelegenen Teil des historischen Zentrums von Graz. Der langgestreckte, West-Ost-orientierte Platz entstand an einer historischen Hauptverkehrsachse der Stadt. Administrativ bildet er heute die Grenze zwischen den Bezirken Lend und Gries, zu letzterem gehören nur die Häuser an der Südseite, die Platzfläche und weiteren Gebäude gehört zu Lend. 1928 wurde der damalige Murplatz in Erinnerung an die Abtretung Südtirols an Italien umbenannt, er reiht sich damit in eine Reihe weiterer Südtiroler Plätze im deutschsprachigen Raum ein.

## Entwicklung

### Historischer und verkehrsgeographischer Kontext

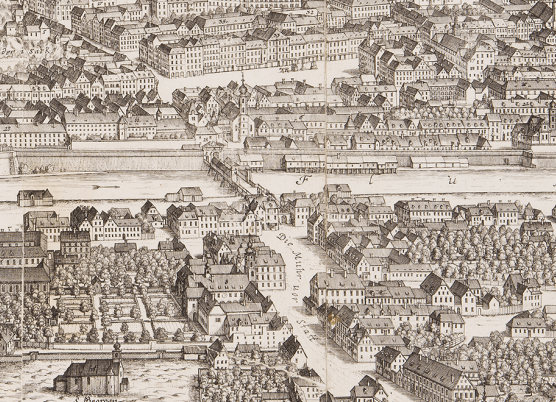
Blick von Westen über den heutigen Südtirolerplatz („Die Muhr-vor-Statt“) und die hölzerne Murbrücke Richtung Hauptplatz. Ausschnitt einer Stadtansicht von Andreas Trost (1699).

Der Bereich des heutigen Südtiroler Platzes ist eng mit der Geschichte der Stadt Graz selbst verknüpft. Ursprünglich ermöglichte hier wohl eine Furt die Querung des Flusses. Spätestens im 14. Jahrhundert entstand eine erste (und jahrhundertelang einzige) Brücke, an deren Stelle sich heute die Erzherzog-Johann-Brücke befindet. Die wichtige, wohl schon in prähistorischer Zeit genutzte West-Ost-Verbindung wurde im Mittelalter als Strata hungarica bezeichnet. Graz entstand an dieser Handelsstraße, jedoch am gegenüberliegenden östlichen (linken) Flussufer, im Schutz des Schloßberges. Im Bereich zwischen rechtem Murufer und dem Plabutsch verlief ein anderer bedeutender Handelsweg von Norden nach Süden, dessen Verlauf sich bis heute im Grazer Stadtbild ablesen lässt. Der Nord-Süd-verlaufende Weg schwenkte nach Osten ans Flussufer aus, um an der Furt bzw. später der Brücke vorbeizuführen. An diesem Kreuzungspunkt entstand der heutige Südtiroler Platz. Er blieb über Jahrhunderte, bis zur Inbetriebnahme der Südbahn (in Graz ab 1844), der wichtigste Verkehrsknoten der Stadt.

### Murvorstadtplatz
Architektonisch entstand der Platz mit der Entwicklung der sogenannten „Murvorstadt“ ab dem 14. und 15. Jahrhundert, über die längste Zeit seines Bestehens wurde er einfach als Murplatz oder Murvorstadtplatz bezeichnet. Er ist eine Erweiterung der von der Murbrücke kommenden Straße und hat folglich eine langgezogene, schmale Form. Die von Norden kommende Mariahilferstraße erweitert sich an ihrer Einmündung trichterförmig und schafft so einen offeneren Bereich etwa in der Mitte des Platzes. An seinem Westende geht der Platz im Bereich der Barmherzigenkirche fließend in die Annenstraße über. Die umstehenden Häuser gehen auf spätmittelalterliche Substanz zurück, welche jedoch im Lauf der Jahrhunderte überformt wurde, sodass die heute sichtbaren Fassaden frühestens aus dem 17. und 18. Jahrhundert stammen. Eine bemerkenswerte Ausnahme unter den historischen Bauten stellt das 1848 fertiggestellte Eiserne Haus dar. 1845 wurde erstmals eine Kettenbrücke statt der vorherigen Holzbrücken errichtet. Um Raum für die mächtigen Pylonen zu schaffen, in welchen die Brückenketten verankert wurden, mussten (seit einem Hochwasser 1827 ohnehin beschädigte) Häuser am Ostende des Platzes abgerissen werden. Auf der verbliebenen freien Baufläche konnte der Fabrikant und Baumeister Josef Benedict Withalm das Eiserne Haus, einen frühen Gusseisen-Skelettbau, errichten. Seit 2003 ist dieser Bau, der zwischenzeitlich stark überbaut worden war, architektonisch mit dem Kunsthaus Graz (siehe unten) verbunden. Die erste Strecke der Straßenbahn Graz, eine Pferdetramway, führte seit 1878 über den Platz, sie hatte das Ziel, über diesen und weiter durch die Annenstraße eine Verbindung zwischen der Innenstadt und dem „Südbahnhof“ (heute Graz Hauptbahnhof) herzustellen.

Historische Ansichten
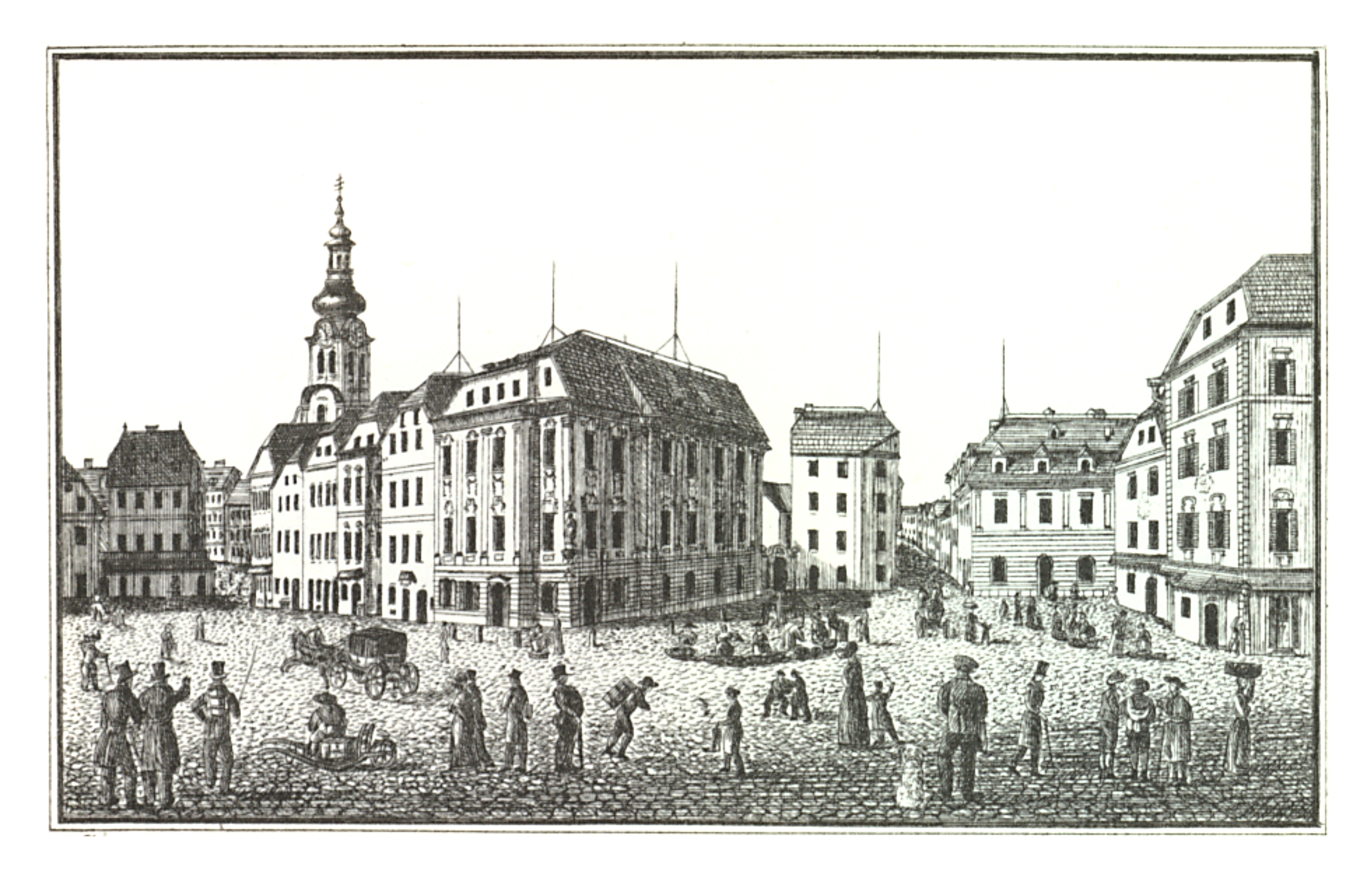
Blick von der Platzmitte nach Norden in die weite Öffnung der Mariahilfer Straße. Lithographie von Joseph Franz Kaiser (zwischen 1823 und 1833).
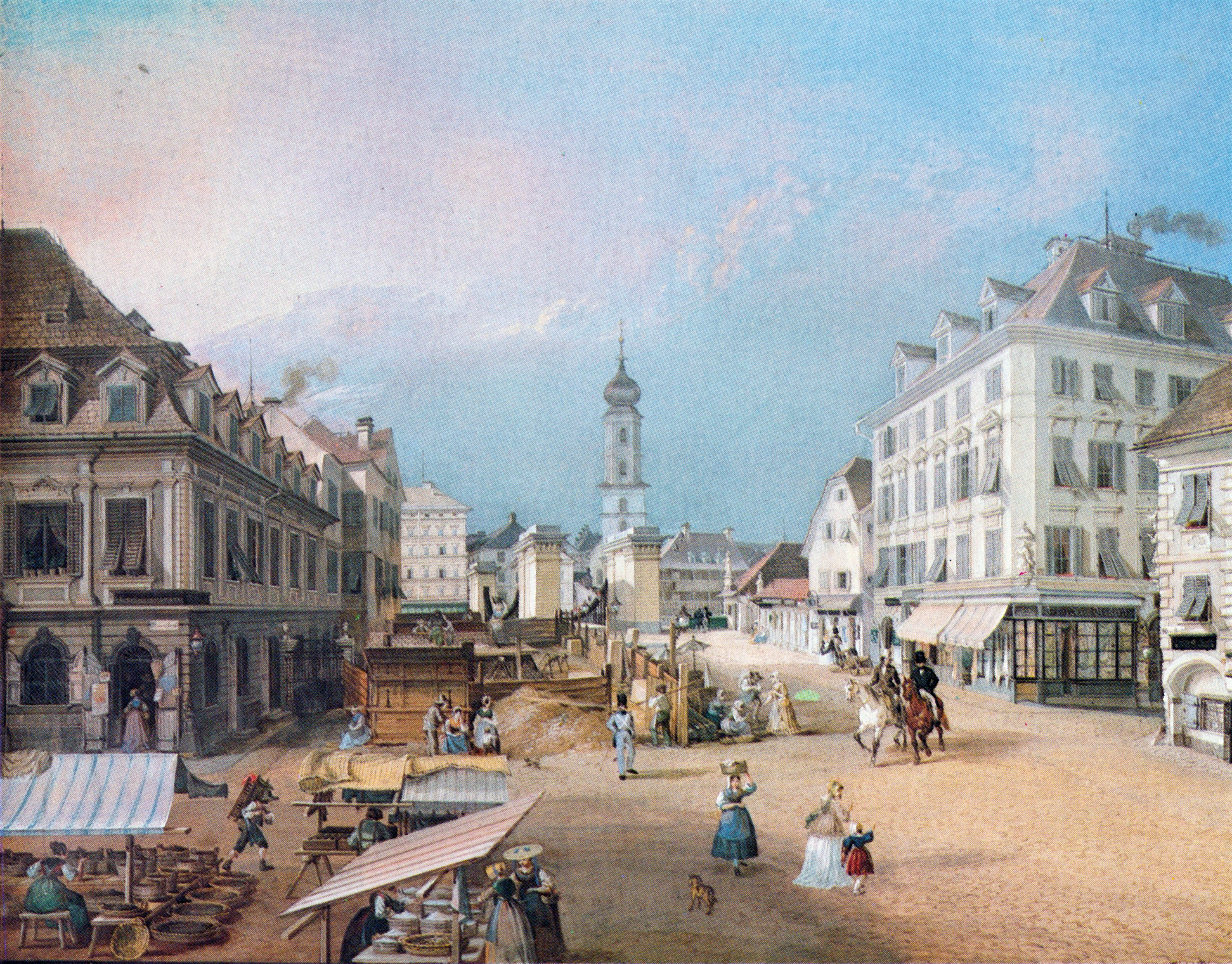
Blick von der Platzmitte nach Osten auf die neue Kettenbrücke. Temperamalerei von Conrad Kreuzer (ca. 1847).
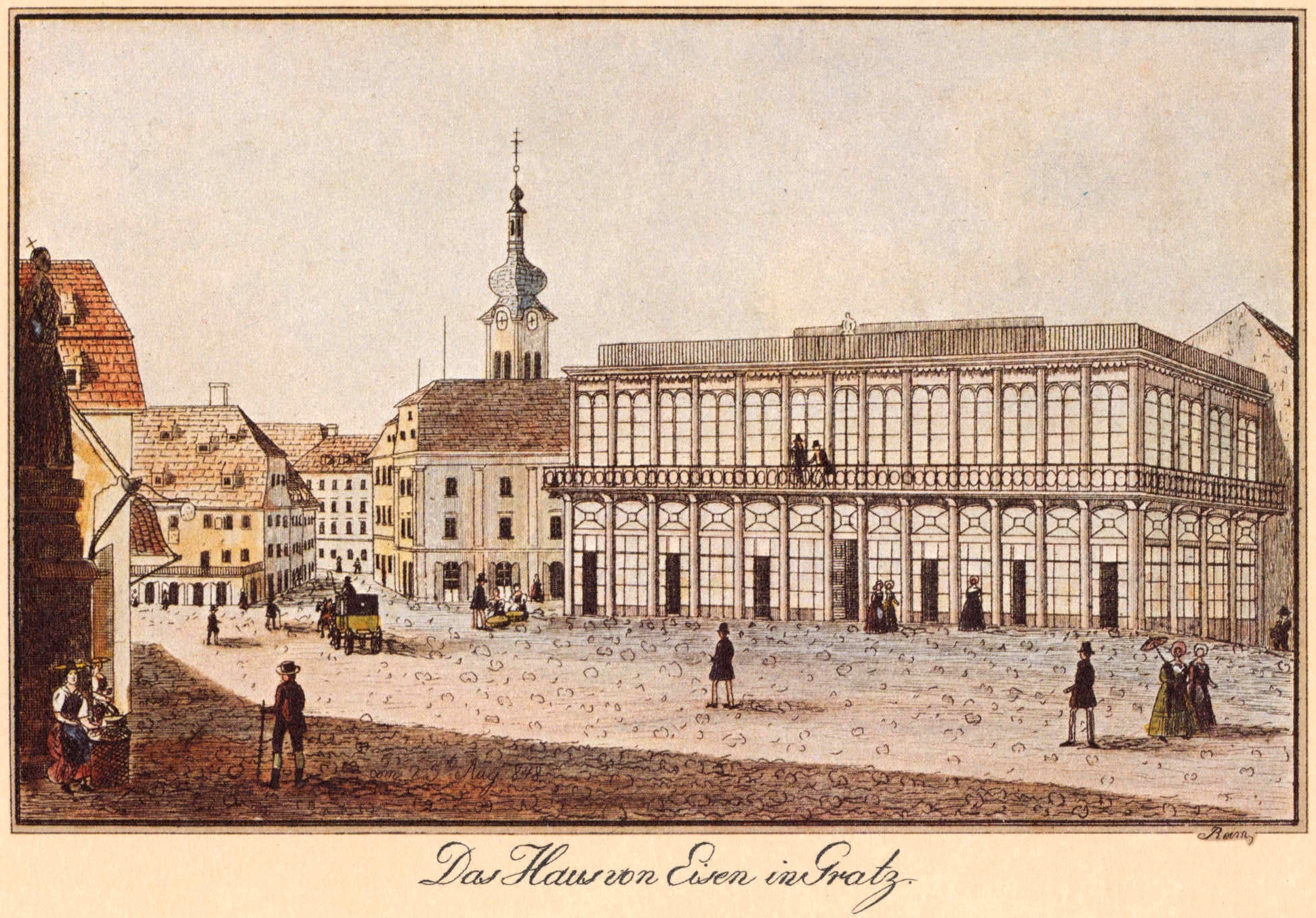
Blick vom Murufer nach Nordwesten auf „Das Haus von Eisen in Gratz“. Perspektivisch etwas fehlerhafte Zeichnung von Vincenz Reim (1796–1858).

### Umbenennung in Südtiroler Platz

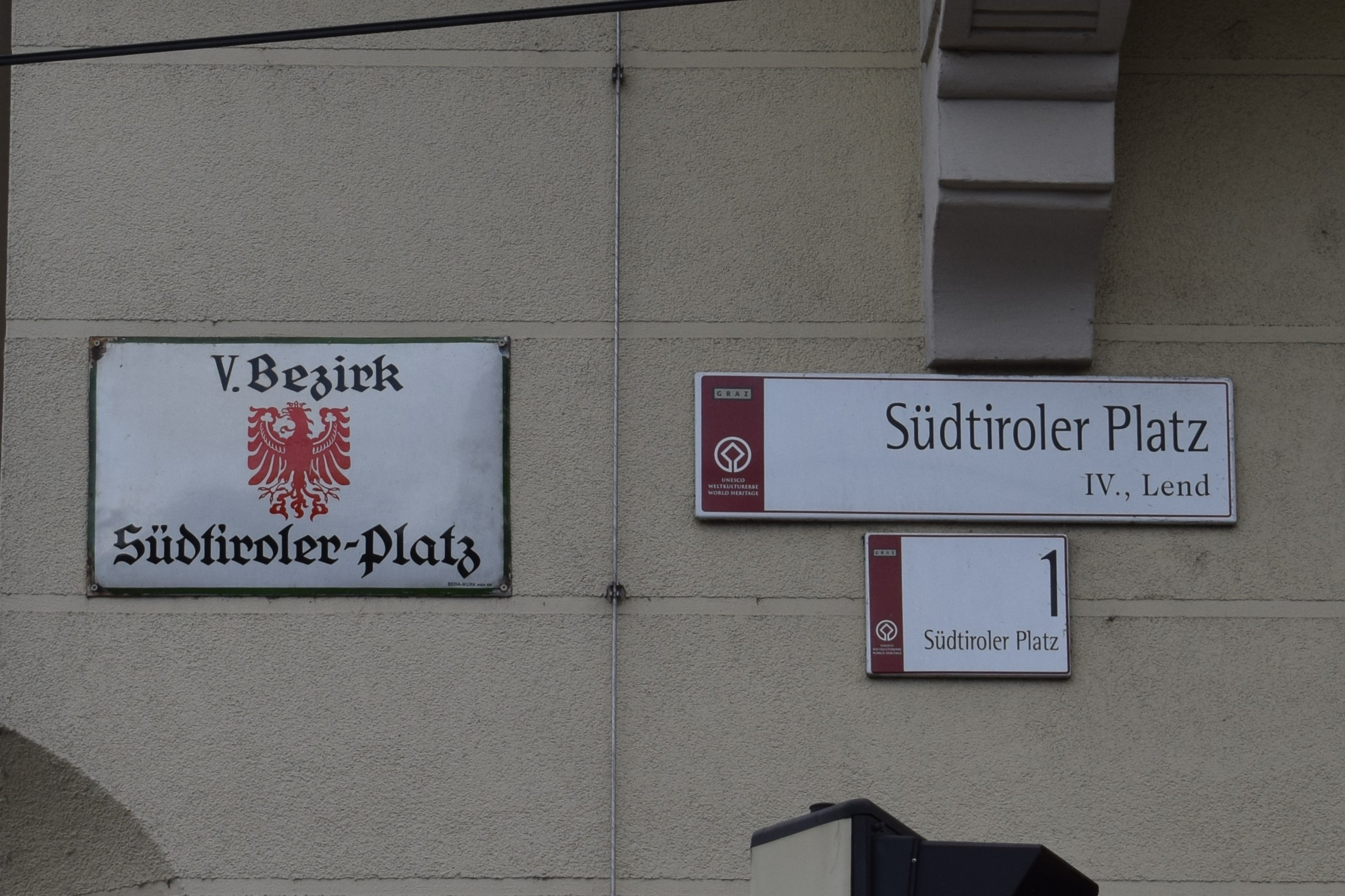
Die eigens angefertigte historische neben der modernen Beschilderung

Nach dem Waffenstillstand von Villa Giusti hatten italienische Truppen 1918 auch die deutschsprachigen Teile Südtirols besetzt, welche Italien bereits im Londoner Vertrag von 1915 als Lohn für seinen Kriegseintritt gegen die Mittelmächte versprochen worden waren. Der Vertrag von Saint-Germain bestätigte die Zugehörigkeit Südtirols zu Italien 1919. Infolge dieses als sehr ungerecht empfundenen Abkommens und als Reaktion auf die Drangsalierung deutschsprachiger Südtiroler im faschistischen Italien wurden Plätze in einigen Städten Österreichs und Deutschlands demonstrativ in „Südtiroler Platz“ umbenannt. Zehn Jahre nach der Besetzung und angestoßen durch Umbenennungen in Innsbruck, Salzburg und Wien brachte im März 1928 ein Abgeordneter der Großdeutschen Volkspartei im Grazer Gemeinderat den Antrag ein, den Bahnhofsplatz (heute Europaplatz) entsprechend umzubenennen. Stattdessen beschloss man am 21. Juni 1928 jedoch die Umbenennung des Murplatzes. Als Besonderheit wurden eigene Straßenschilder mit dem roten Adler des Tiroler Wappens gefertigt.

### Der Südtiroler Platz heute

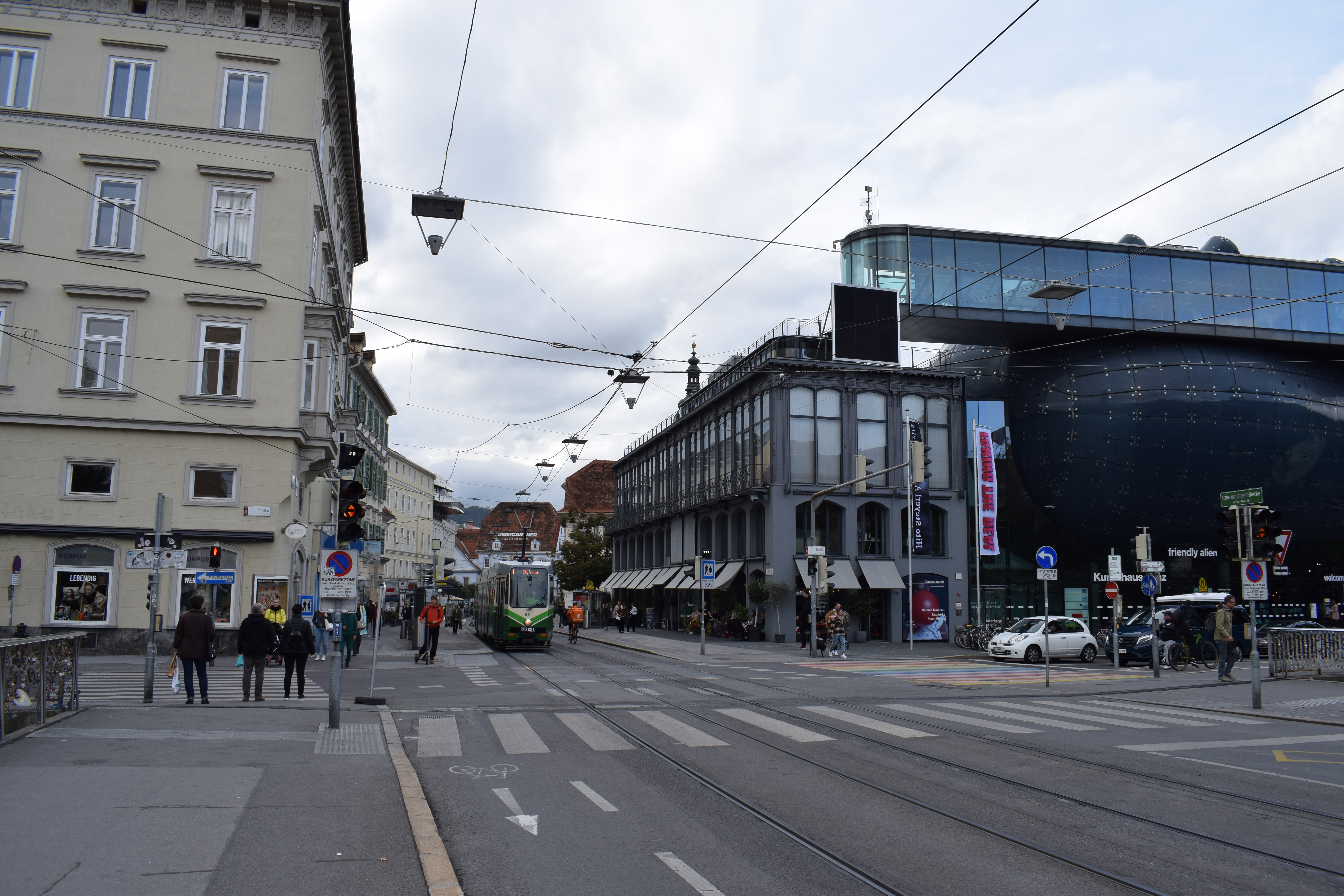
Straßenbahn vor dem renovierten Eisernen Haus, rechts anschließend das Kunsthaus

Aufgrund ihrer Lage außerhalb der Stadtmauern und bedingt durch die durchführenden Verkehrsrouten war die Murvorstadt seit jeher das Wirtshaus- und Vergnügungsviertel der Stadt. Hier konnte angesiedelt werden, was man zwar brauchte, jedoch nicht mitten im „gutbürgerlichen“ Stadtzentrum auf der anderen Flussseite haben wollte. Bis weit ins 20. Jahrhundert galt die Murvorstadt als anrüchig. Mit dem Bedeutungsverlust kleiner Gewerbebetriebe, der Zunahme des motorisierten Individualverkehrs und dem Aufkommen von Shoppingcentern kam es zu einem Strukturwandel in den Bezirken Lend und Gries, gegen Ende des 20. Jahrhunderts mehrten sich die Leerstände in diesem Teil der Stadt. Nachdem Graz die Zusage bekommen hatte, 2003 Kulturhauptstadt Europas zu werden, wurde auf einer Freifläche nördlich des Eisernen Hauses das Kunsthaus Graz errichtet und dabei die vollkommen umbauten und überputzten Reste des alten gusseisernen Gebäudes wieder freigelegt. Die bewusste Entscheidung, das Kunsthaus auf der „verrufenen“ Flussseite zu errichten und weitere Initiativen im Rahmen des Kulturhauptstadtjahres führten zu einer Aufwertung des Südtiroler Platzes und der umgebenden Straßen. Die Ansiedelung neuer, oft „hipper“ Bars, Cafés und Geschäfte brachte jedoch auch eine Gentrifizierung des Viertels mit sich. Obwohl er mittlerweile Fußgängerzone ist, hat der Südtiroler Platz auch verkehrstechnische Bedeutung behalten: Aktuell führen die Straßenbahnlinien 1, 4, 6 und 7 über den Platz.

## Liste bedeutender Bauten und Denkmäler
Die Besprechung ausgewählter Bauten in der untenstehenden Liste erfolgt erst entlang der Nord-, dann entlang der Südseite des Platzes und jeweils stadtauswärts, d. h. von Ost nach West. Siehe auch die Liste der denkmalgeschützten Objekte in Graz/Lend bzw. Liste der denkmalgeschützten Objekte in Graz/Gries.
| Name & Adresse                                                     | Bild | Kurzbeschreibung |
| ------------------------------------------------------------------ | ---- | --- |
| Eisernes Haus Südtiroler Platz 2                                   |      | Das Gebäude wurde 1847/1848 Josef Benedict Withalm als sehr frühes Beispiel eines Gusseisen-Skelettbaus errichtet. Seit seiner Entstehung wurde es vielfach verändert. Bei der Renovierung im Zuge der Errichtung des Kunsthauses (dessen Hauptseite nicht zum Südtiroler Platz, sondern zur Mur hin ausgerichtet ist) wurde die ursprüngliche Fassade freigelegt, insbesondere deren zweites Obergeschoss entspricht noch dem Zustand von 1848. |
| Palais Thinnfeld Mariahilfer Straße 2 (=Südtiroler Platz 4)        |      | Das denkmalgeschützte Palais an der Ostseite der Kreuzung von Südtiroler Platz und Mariahilfer Straße wurde 1741/1742 nach Plänen von Anton Erhard Martinelli für den Eisengewerken Anton Thien von Thienfeld (alternativ Thinfeld/Thinnfeld) errichtet. Mehrere platzseitige Fensterachsen wurden für den Bau des Eisernen Hauses abgerissen, mit welchem das Palais heute baulich eng verbunden ist. Erhalten haben sich unter anderem die spätbarocke Fassade und insbesondere im Obergeschoss u. a. nennenswerte Stuckdecken und Holzvertäfelungen. |
| Palais Dobler Mariahilfer Straße 1 (=Südtiroler Platz 6)           |      | Das denkmalgeschützte Palais an der Westseite der Kreuzung von Südtiroler Platz und Mariahilfer Straße stammt aus dem 17. Jahrhundert, die Fassade wurde um 1868/1769, vermutlich von Joseph Hueber, umgestaltet. An der Hausecke befindet sich eine bemerkenswerte Maria Immaculata, die Philipp Jakob Straub zugeschrieben wird. Unter der Innenausstattung stechen ein Deckenfresko und bemalte Tapeten im zweiten Obergeschoss hervor. Kaspar Dobler, Kommandant des Grazer Bürgerkorps, empfing 1797 in diesem Haus Napoleon Bonaparte, als dessen Truppen in die Stadt einmarschierten. |
| Giebelhäuser Südtiroler Platz 10 & 12                              |      | Die beiden Giebelhäuser stammen (zumindest) aus dem 17. Jahrhundert, erfuhren aber im Lauf der Jahrhunderte zahlreiche Umbauten. Die für Graz untypischen Fassaden mit Treppengiebeln erhielten sie erst 1906 durch einen Umbau nach Plänen des Architekten Hans Pruckner im Stil der Neorenaissance. |
| Griesgasse 1 (= Südtiroler Platz 3)                                |      | Das Eckhaus zur Griesgasse an der Südseite des Platzes stammt im Kern aus dem 17. Jahrhundert, die Fassade ist spätklassizistisch. An der Hausecke befindet sich eine bemerkenswerte Sandsteinfigur der Maria Immaculata, die wohl aus dem Umkreis Marx Schokotniggs stammt. |
| Schwarzmohrenwirt Griesgasse 2 (= Südtiroler Platz 5)              |      | Der Baukern des denkmalgeschützten Hauses geht eventuell auf die erste Hälfte des 16. Jahrhunderts zurück, die Fassade stammt jedoch im Wesentlichen aus dem 19. Jahrhundert. An der Hausecke befindet sich eine bemerkenswerte Figur der Maria Immaculata, die Johann Jacob Schoy zugeschrieben wird. |
| Mohrenapotheke Südtiroler Platz 7                                  |      | Das Wohnhaus aus dem 17. Jahrhundert wurde 1835 von Georg Hauberrisser sen. umgebaut und dabei mit einer Biedermeierfassade versehen. Als Hauszeichen der Apotheke befindet sich das Relief eines Mohren von Hans Adametz aus dem Jahr 1933 an der Fassade. |
| Ehemaliges Palais Lendenfeld Südtiroler Platz 9                    |      | Die schmucklose Fassade an der zum Südtiroler Platz ausgerichteten Seite des denkmalgeschützten Hauses stammt aus dem Jahr 1954. Der Baukörper ist weitläufig, er umfasst zwei Höfe, seine Substanz reicht bis in das 17. Jahrhundert zurück. Zwischen den zweiten, südlicheren Hof und der Defreggergasse an der Westseite befindet sich ein Bauteil mit bemerkenswerter Stuckfassade aus dem Umkreis Johann Georg Stenggs. |
| Ehemaliges Hotel „Zum Schwarzen Elephant“ Südtiroler Platz 11 & 13 |      | 1629 zogen Schausteller mit einem Elefanten durch Europa und machten auch in Graz Station. Der Gastwirt, bei dem sie unterkamen, nannte seinen Betrieb in Erinnerung an das Aufsehen erregende Ereignis fortan „Zum Schwarzen Elephant“. Im 19. Jahrhunderte entwickelte sich daraus ein mondänes Hotel, große Teile der Bausubstanz stammen aus dieser Zeit. 1938 nahm die Wehrmacht das Hotel in Besitz, nach dem Zweiten Weltkrieg wurde es in ein Bürogebäude umgebaut und dabei die Fassade dem nüchternen Zeitgeschmack der 50er-Jahre angepasst. Ein erneuter Umbau mit Aufstockung moderner Luxusapartments durch Günther Domenig unter dem Titel „The Elephant“ erfolgte 2012. Das Haus 11 enthält die Fußgängerpassage zur Defreggergasse. |
| Baumgartner-Haus Feuerbachgasse 2                                  |      | Dieses Haus in der Feuerbachgasse 2 (nach einem alteingesessenen Schuhgeschäft auch "Baumgartner-Haus) bildet den westseitigen Abschluss des Platzes. Das Schopfwalmgiebelhaus stammt aus dem 17. Jahrhundert, seine Fassade wurde im 19. Jahrhundert, die Erdgeschosszone im 20. Jahrhundert für den Geschäftsbetrieb stark verändert. An der platzseitigen Fassade befindet sich ein barockes Pestvotiv-Fresko von 1674 mit Dreifaltigkeit, Mariahilfmadonna und vier Heiligen in einem reich verzierten Stuckrahmen. |